# Sovjetunionen i olympiska sommarspelen 1960
Sovjetunionen deltog i olympiska sommarspelen 1960 i Rom med 283 deltagare i 19 sporter. Totalt vann de fyrtiotre guldmedaljer, tjugonio silvermedaljer och trettioen bronsmedaljer.